# Opatovická (Praha)
Opatovická ulice je ulice v Praze 1 na Novém Městě pražském. Začíná v ulici Ostrovní a končí v Pštrossově ulici.

## Historie ulice
Opatovická ulice je situována na území (německy Opatowitz) zaniklé vsi na území Prahy, která ležela mezi kostelem sv. Michala a kostelem sv. Petra na Zderaze. Podle V. Lorence však ležela mezi dnešní Pštrossovou a Spálenou a podle V. V. Tomka v okolí ulic Černé a právě ulice Opatovické. Při založení Nového Města se Opatovice staly jeho součástí. Jméno zaniklé vsi se zachovalo právě v názvu ulice Opatovické. Název se však vyvíjel. Nejprve se v době do 16. století lokalita kolem kostela sv. Michala nazývala V Opatovicích. Pravděpodobně v 16. století byla ulice rozdělena na tři části:
- úsek u Ostrovní ulice nesl název Černá ulice,
- úsek ke Křemencově ulici dále nesl název V Opatovicích (Huberův plán však uvádí název Michalská),
- úsek od Křemencovy k Pštrossově nesl název Malá Jirchářská.

Od 19. století se vrací pro celou ulici název Opatovická.

## Popis ulice
Opatovická je kolmá na Ostrovní ulici v blízkosti kostela sv. Michala. Prochází v kolmém úhlu kolem domů čp. 160 a čp. 158, kde byla v 19. století vystavěna budova Nakladatelství a tiskárny Josefa R. Vilímka ,ze které je Vilímkův průchod do Spálené ulice. Opatovická pokračuje směrem k Vltavě, křižuje Křemencovu ulici a ústí do ulice Pštrossovy.

## Domy a jiné stavby v Opatovické ulici
- Kostel sv. Michala
- Nakladatelství a tiskárna Josef R. Vilímek – Opatovická čp. 160/18
- Dům U Biskupské čepice – Opatovická čp. 158/20[6]
- Dům Na Schodci – Opatovická čp. 159/17[10]
- Dům U Virgiliusů – Opatovická čp. 162/15[11]
- Vilímkův průchod – spojuje ulice Opatovickou (160/18) a Spálenou (89/15)

## Opatovická ulice ve filmu
Opatovická ulice byla místem natáčení některých dílů televizního seriálu Byl jednou jeden dům, kde byla označena jako fiktivní Bagounova ulice (1. Stěhovavá trafika, 5. Obvaziště Boccaccio)

## Galerie

### Pohledy do Opatovické ulice

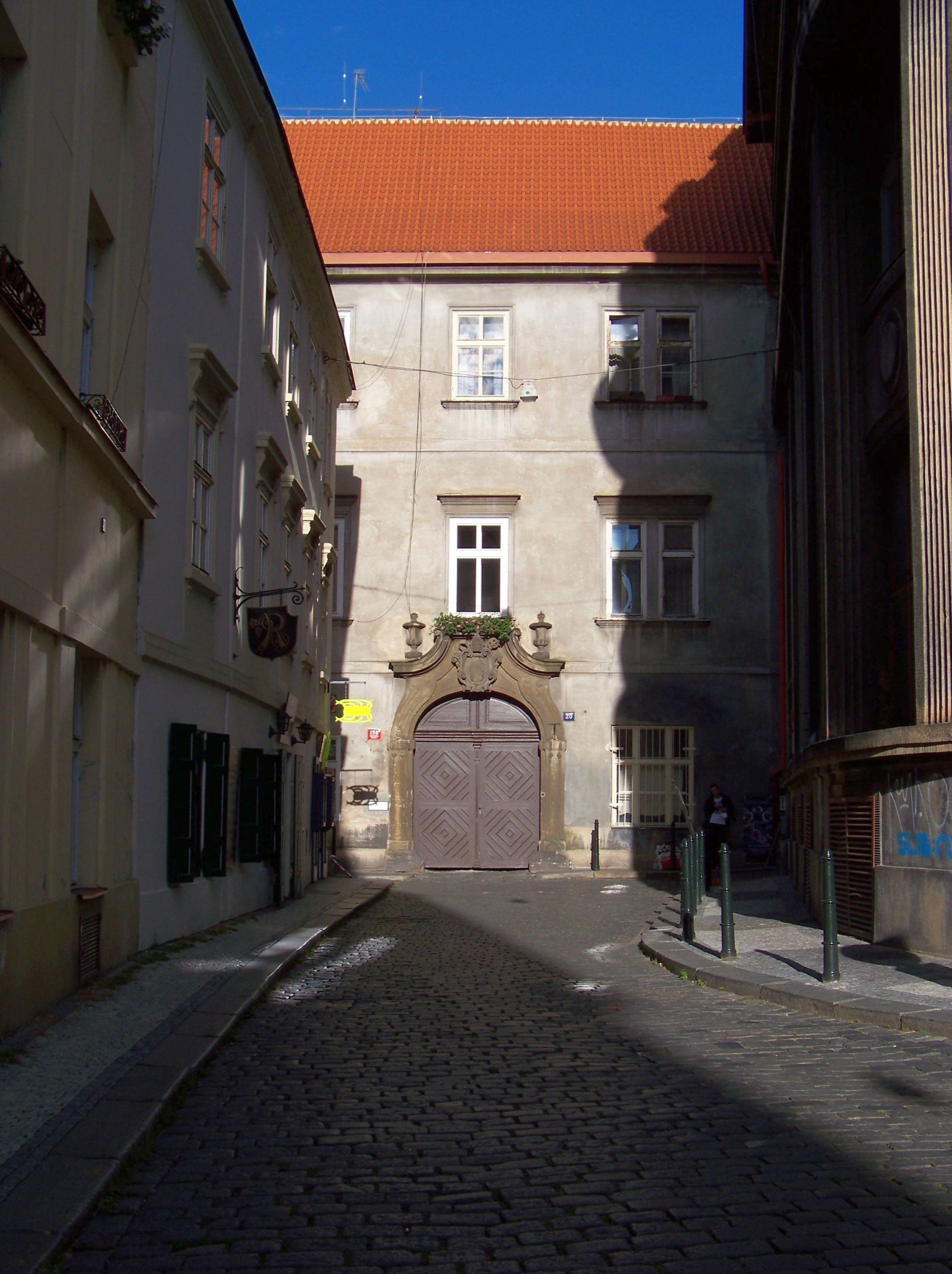
Opatovická
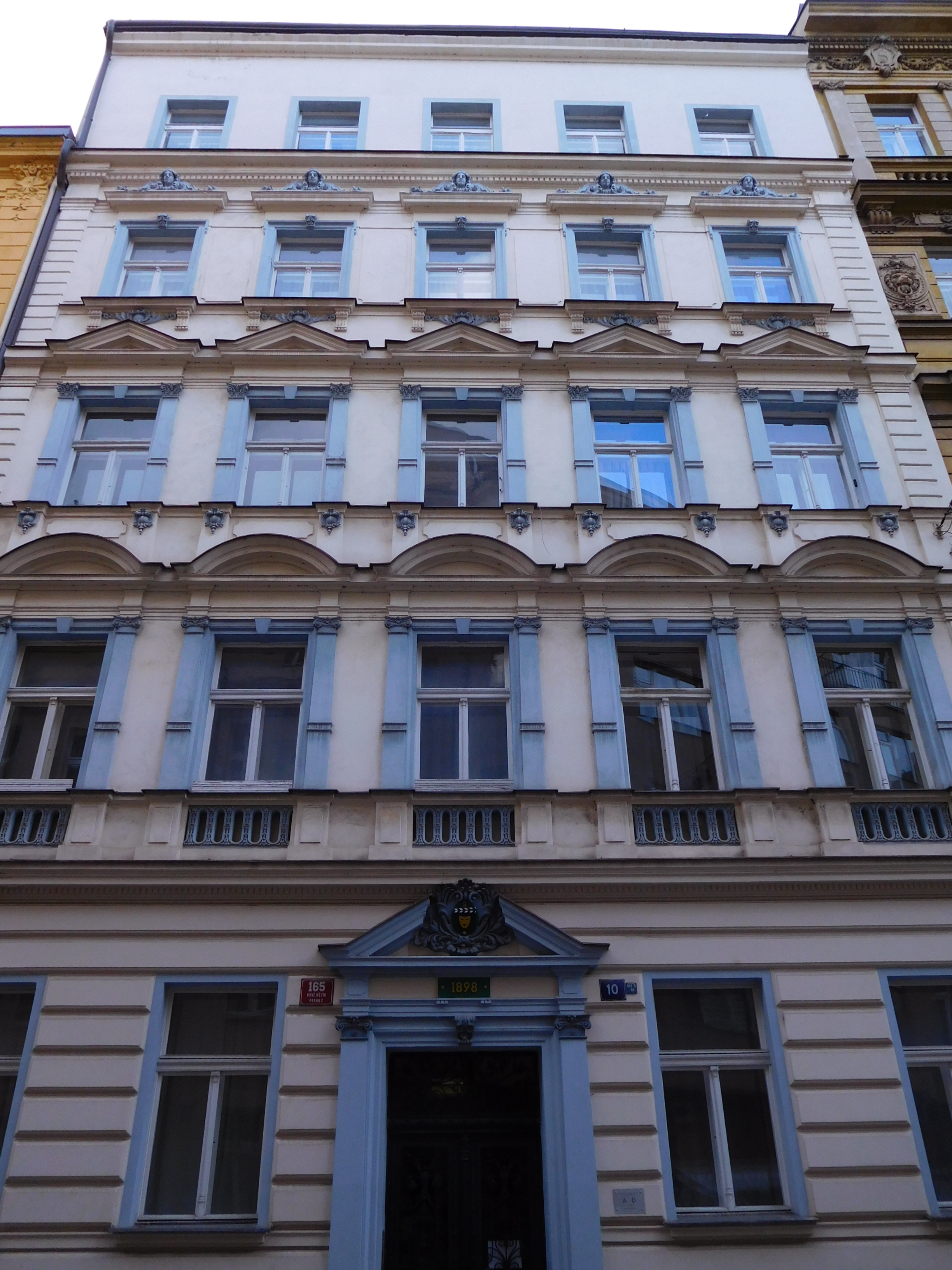
Opatovická 10
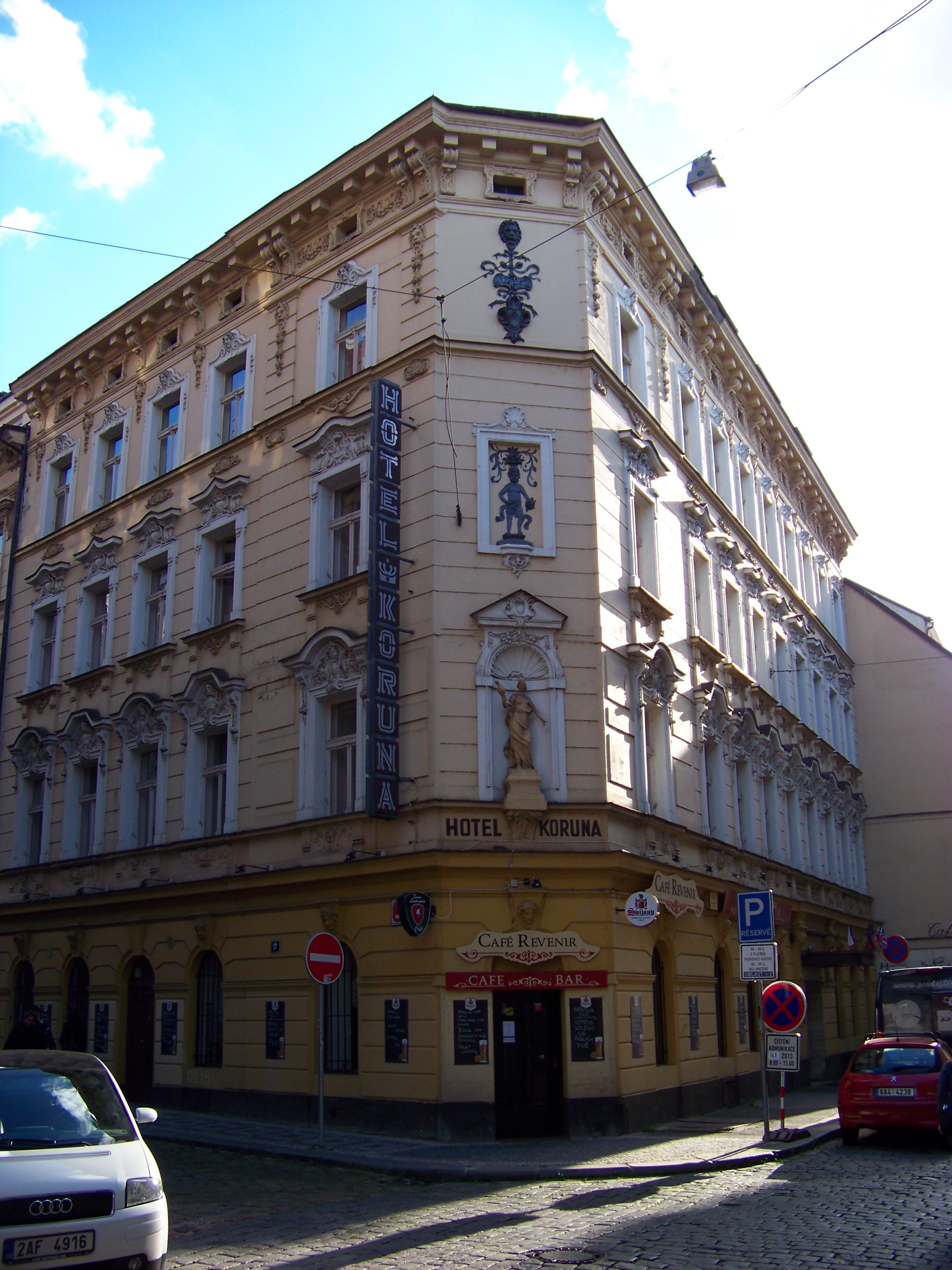
Opatovická 16, Černá 17, hotel Koruna
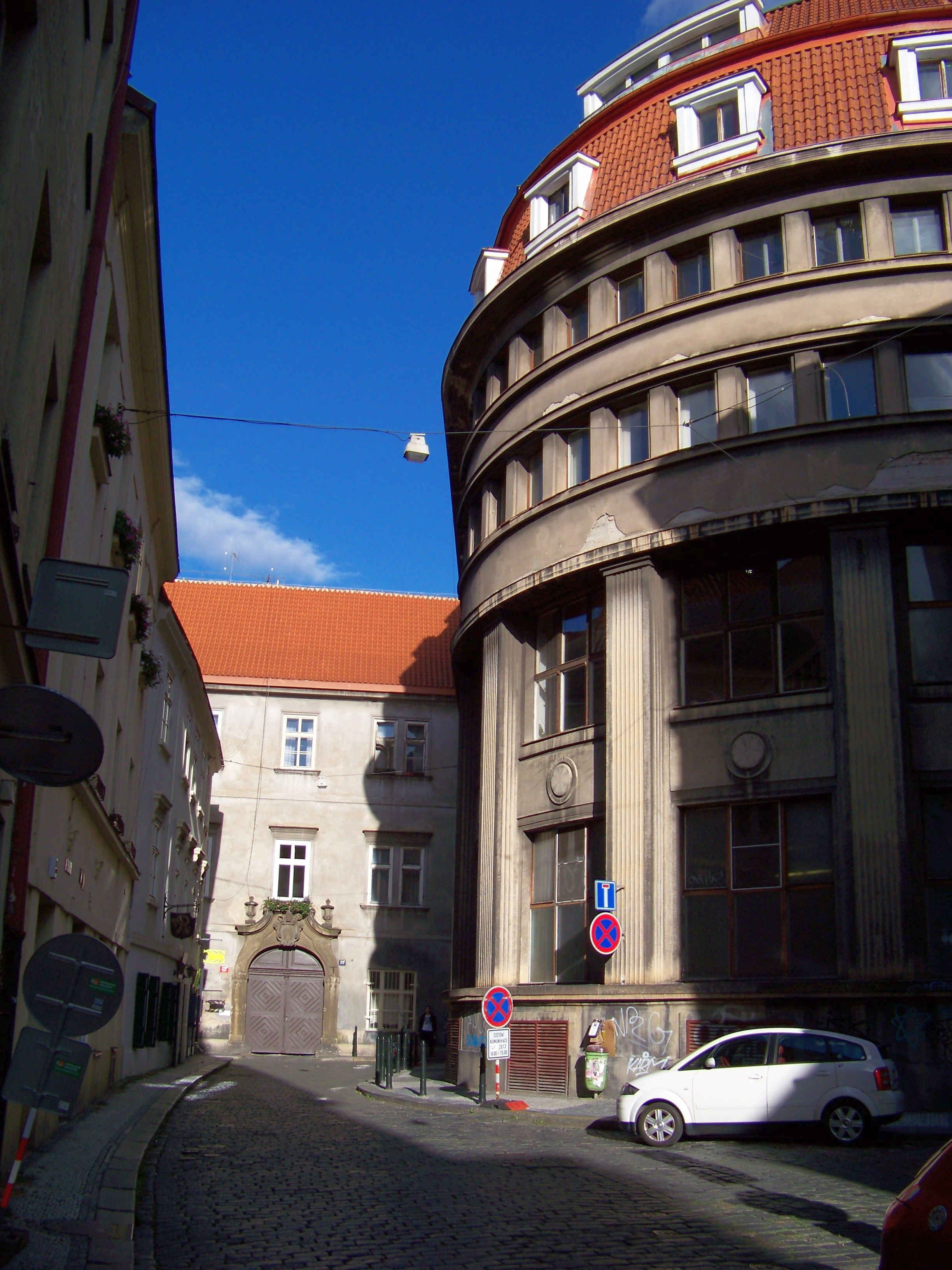
Opatovická 18 a 20
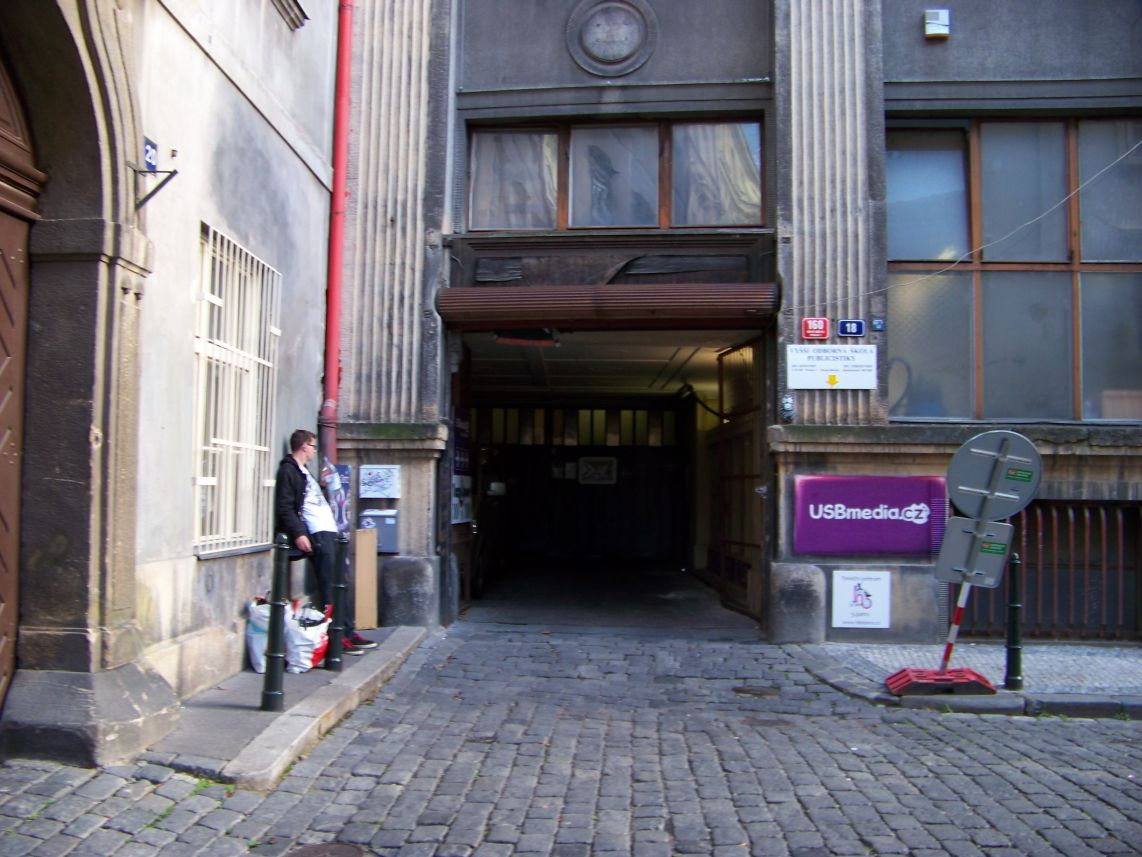
Opatovická 18, VOŠP a pasáž
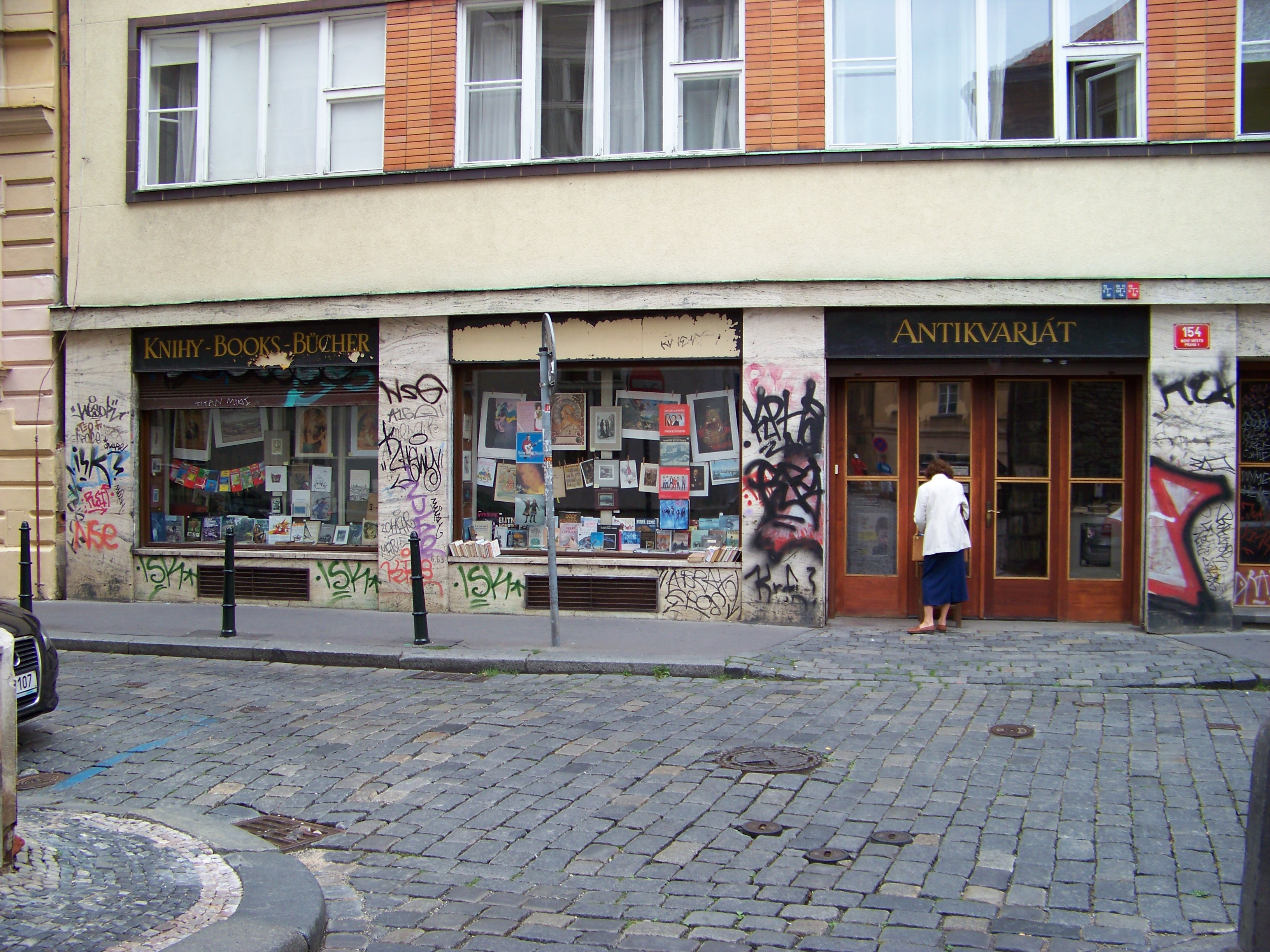
Opatovická 26, antikvariát
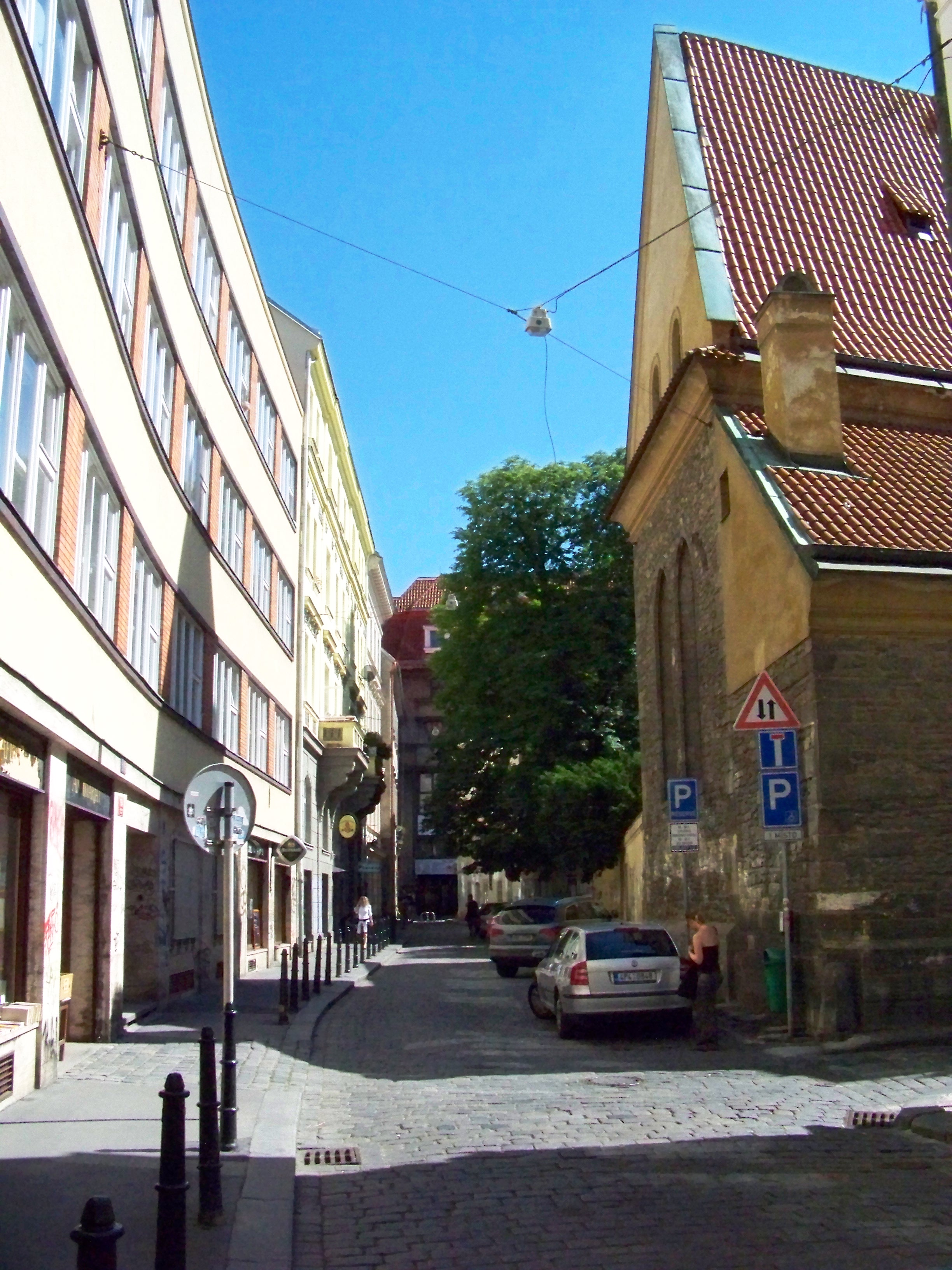
Opatovická, kostel sv. Michala v Jirchářích
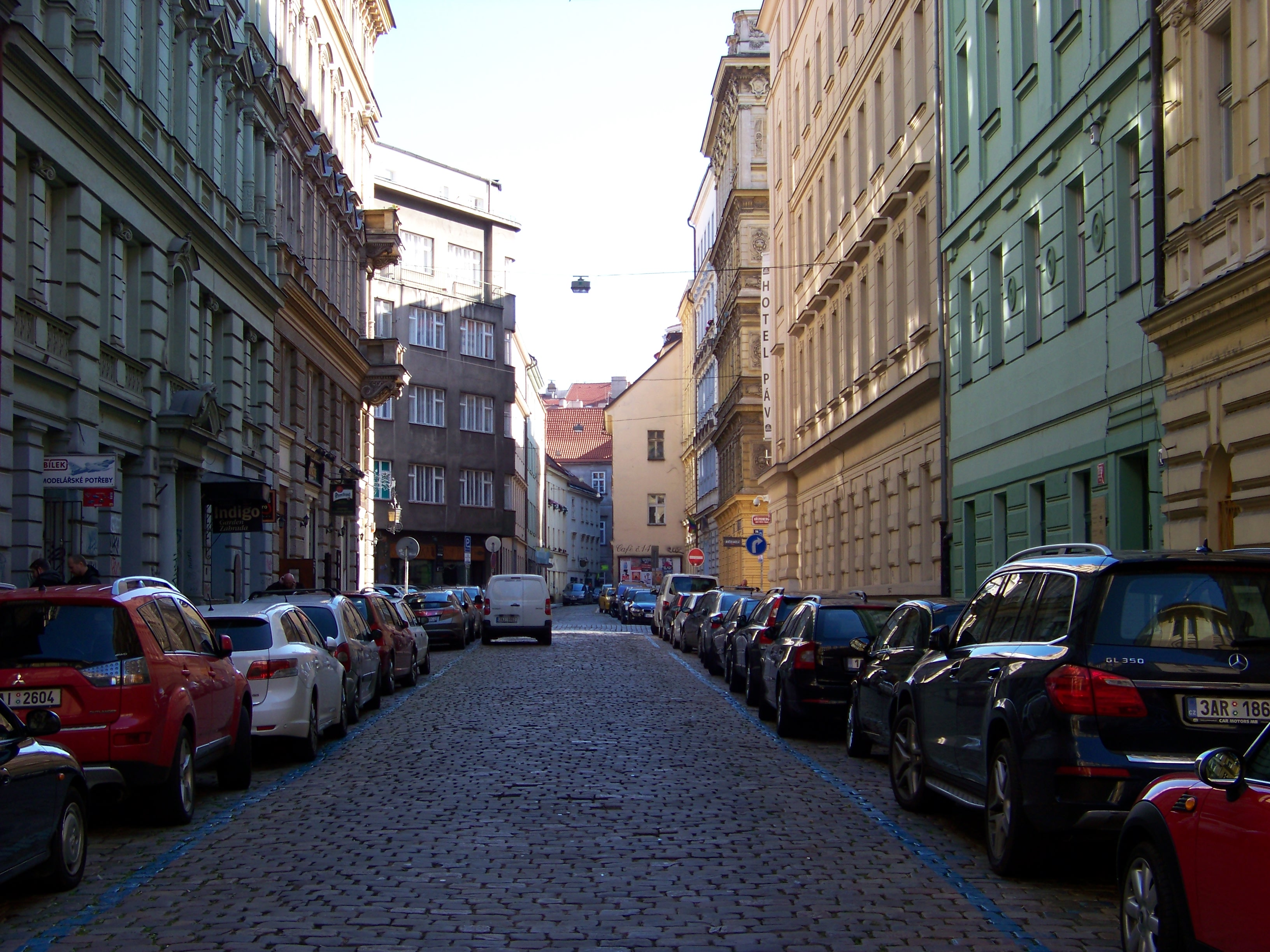
Opatovická, od Pštrossovy ke Křemencově
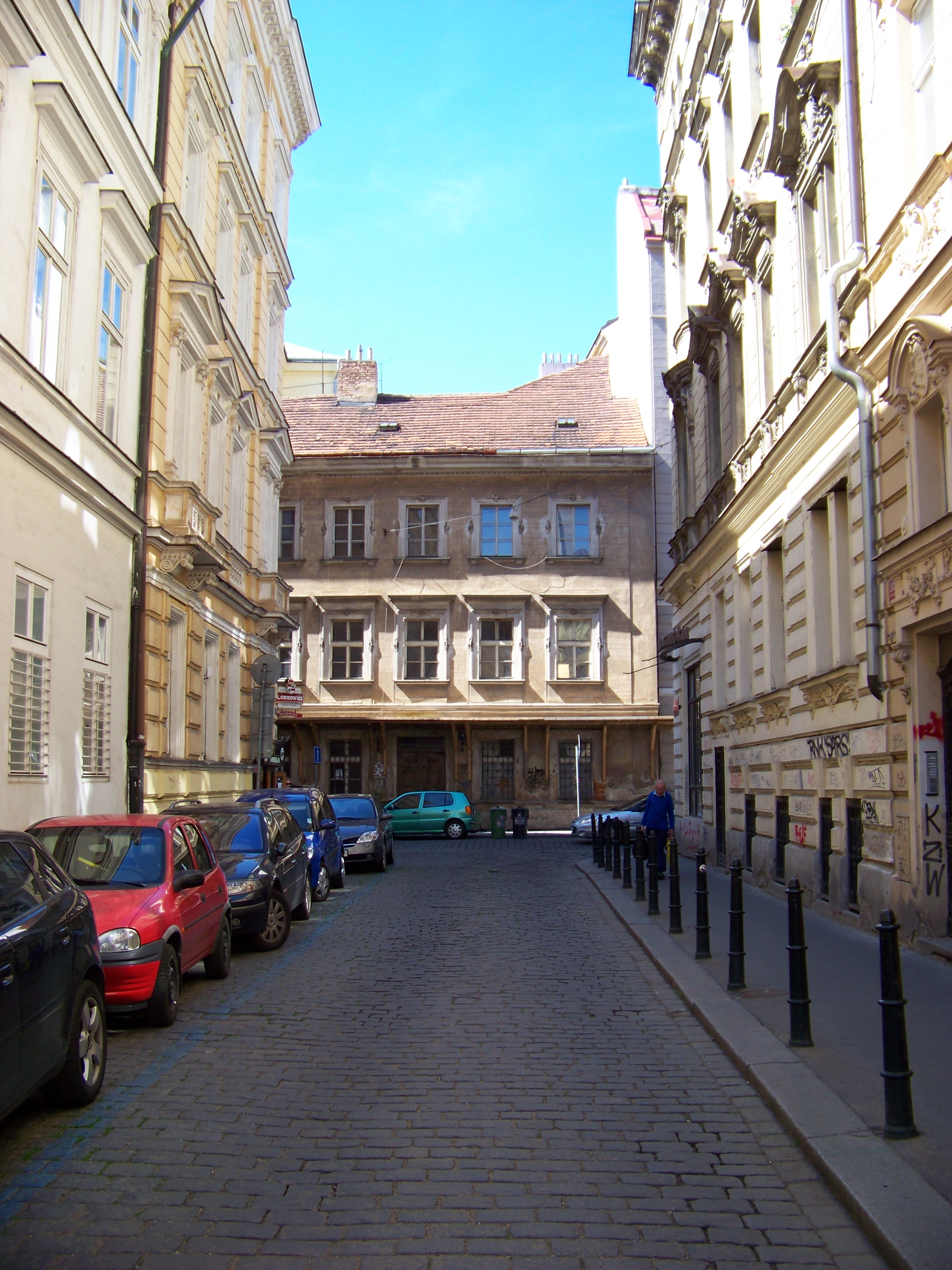
Opatovická, od ulice V Jirchářích k Ostrovní ulici
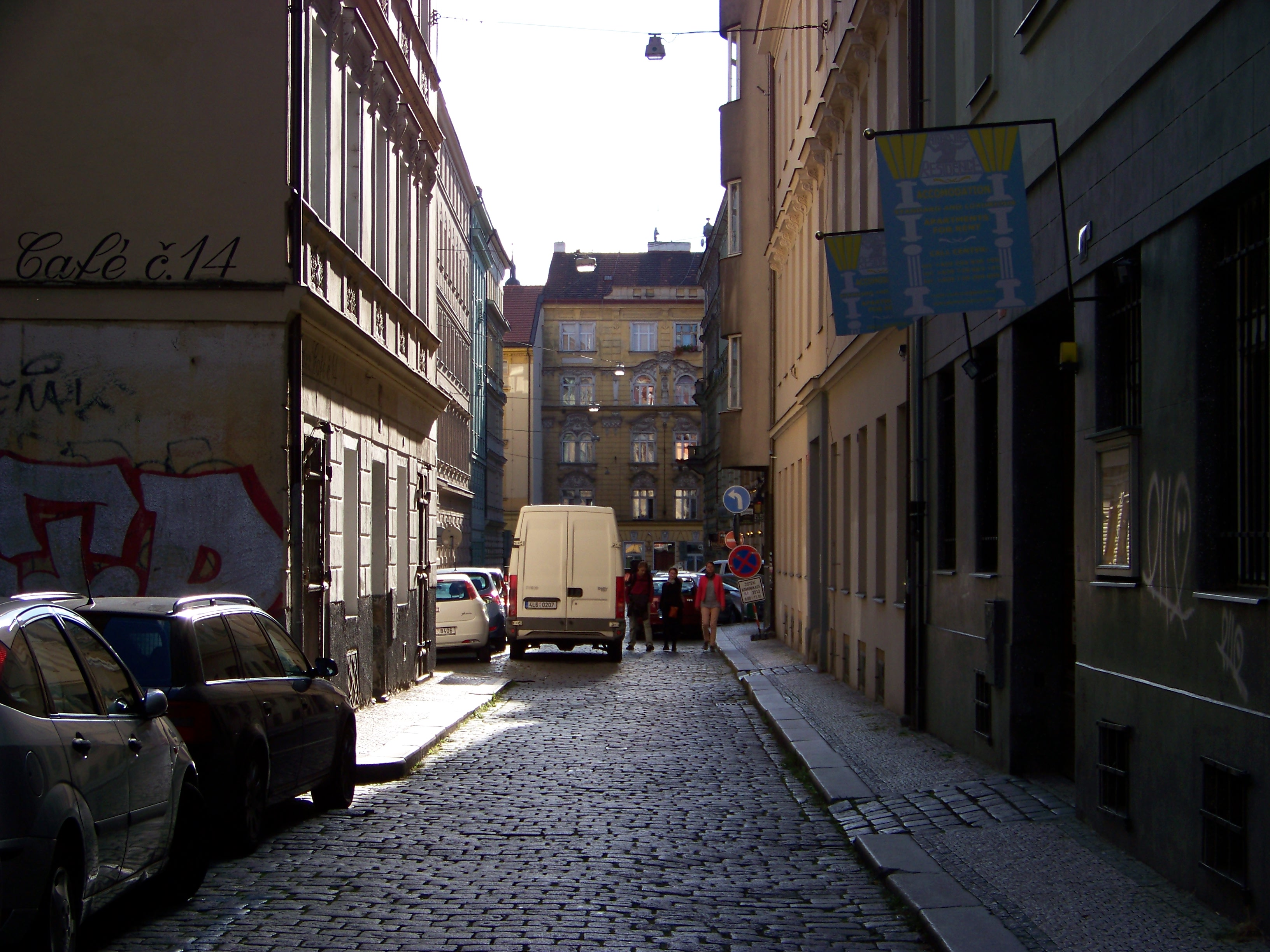
Opatovická, od Černé ke Křemencově
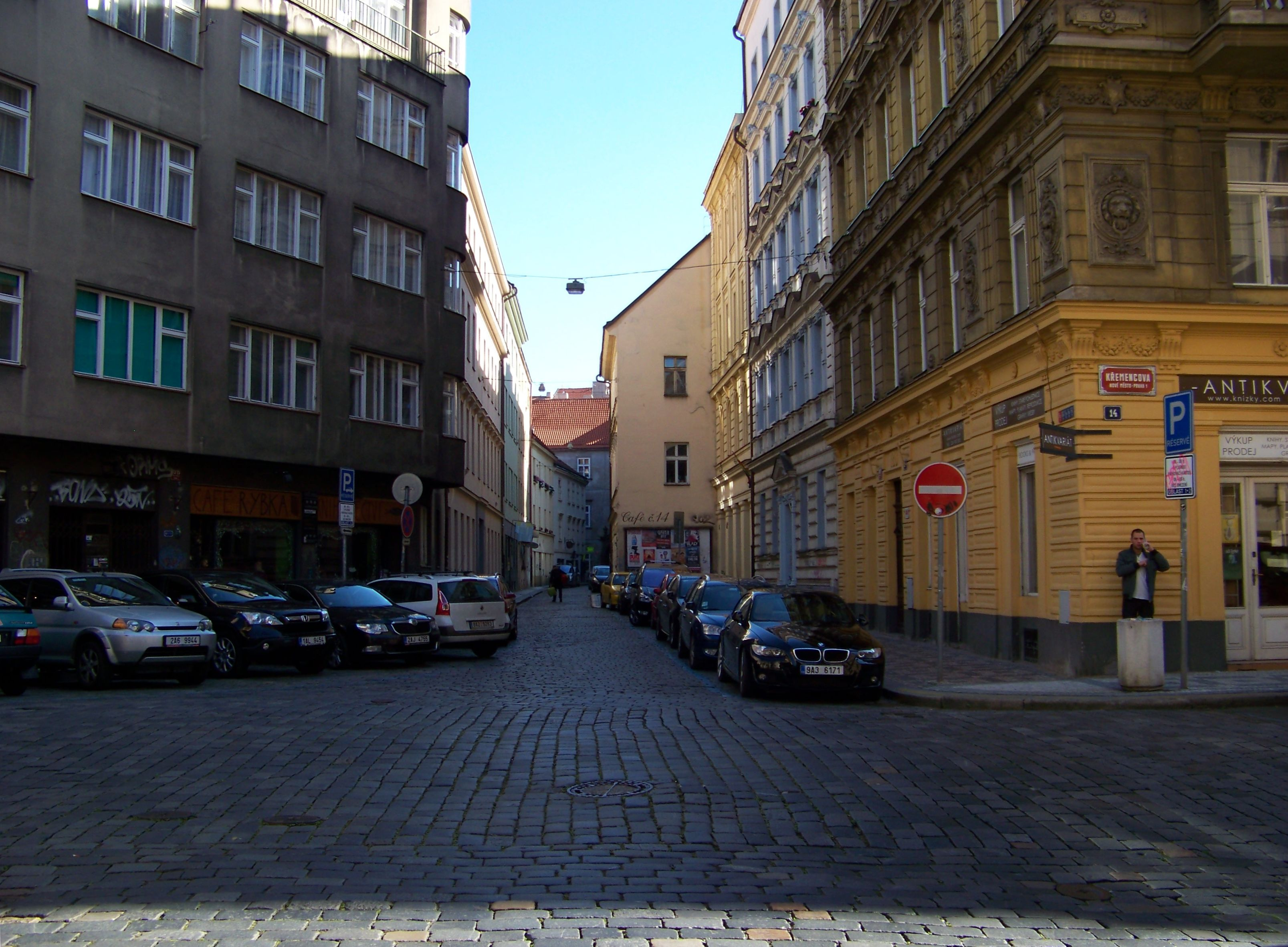
Opatovická, přes Křemencovu k Černé
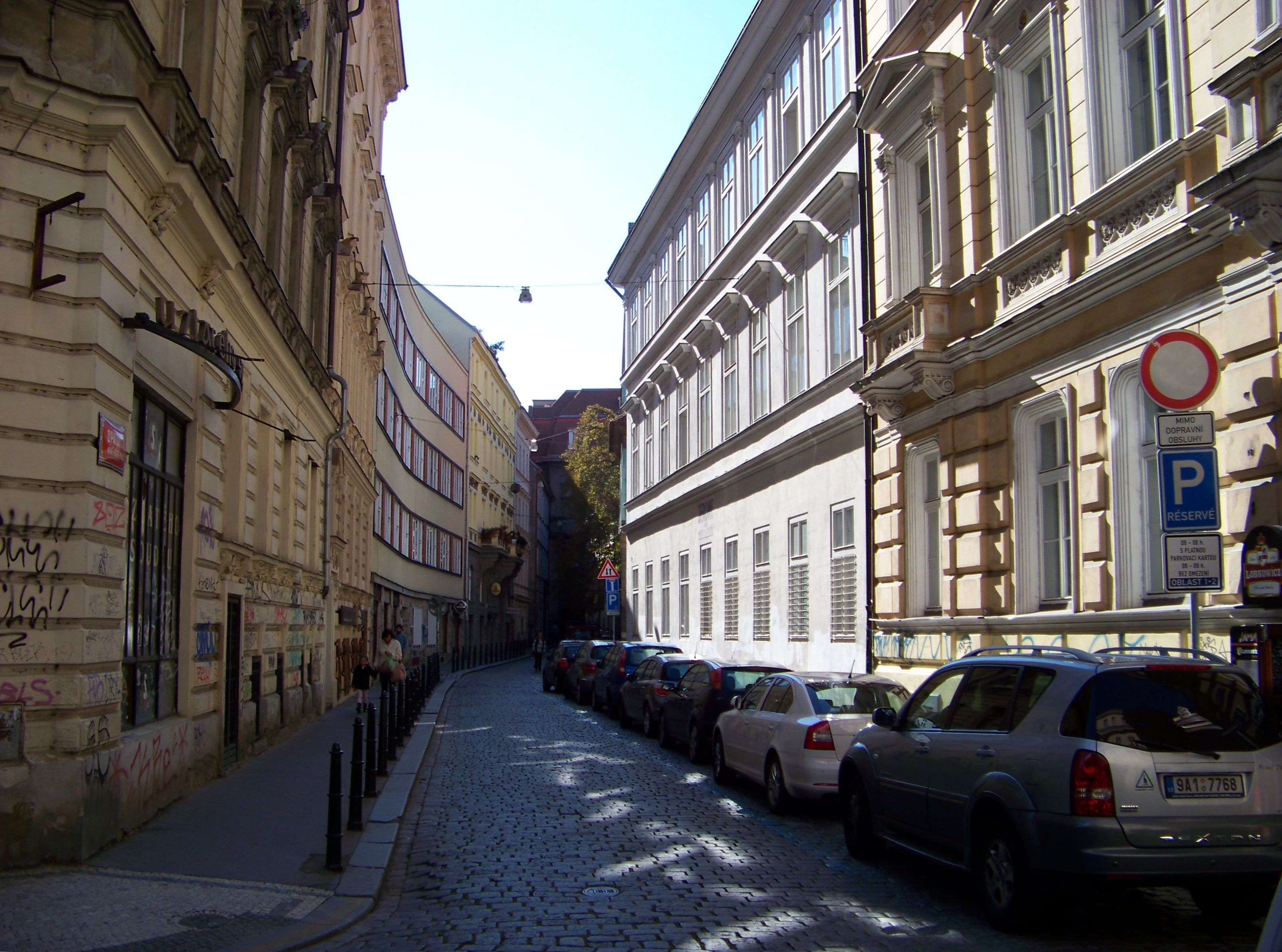
Opatovická, z Ostrovní
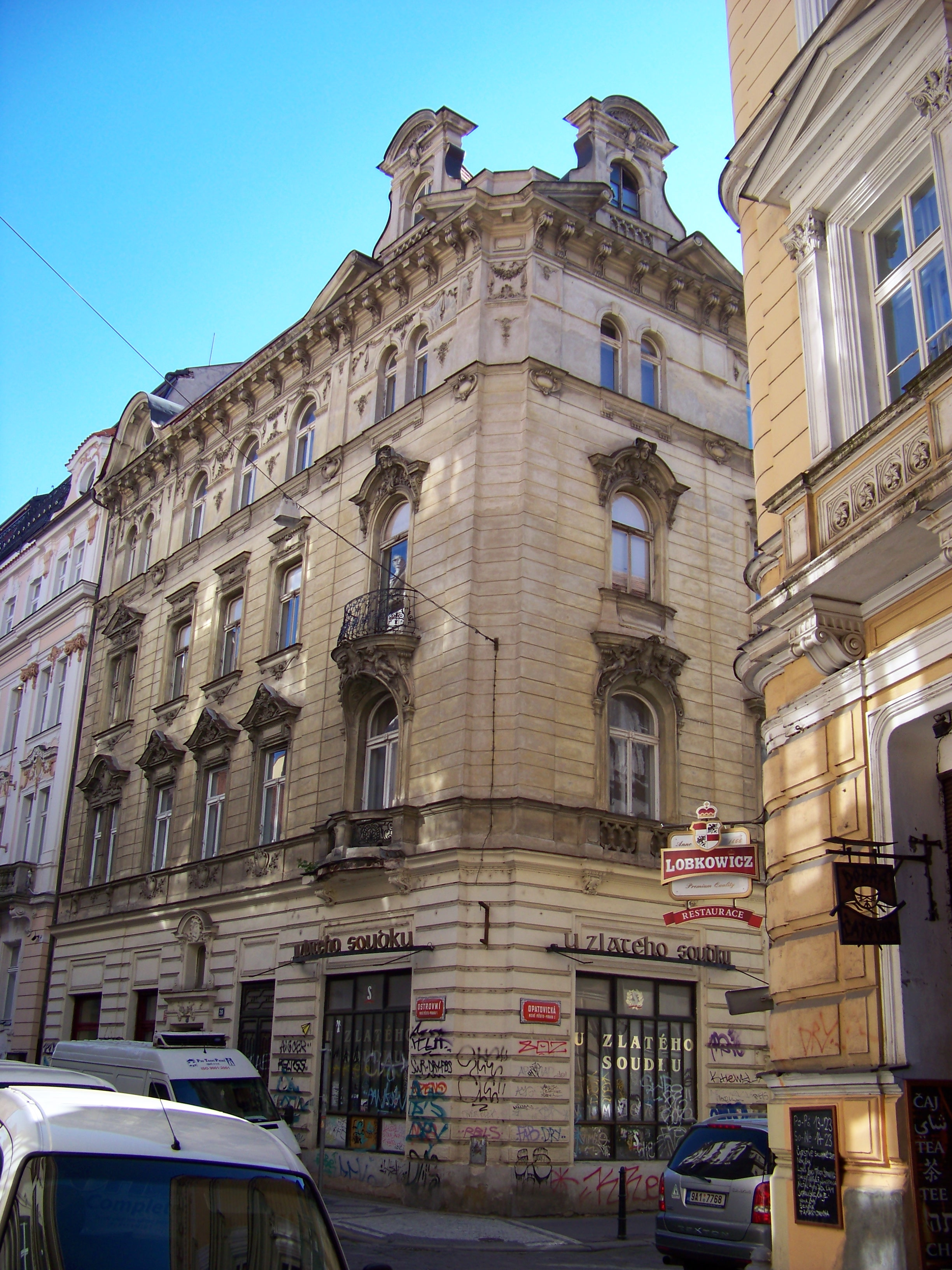
Ostrovní 28, Opatovická 30, U Zlatého soudku
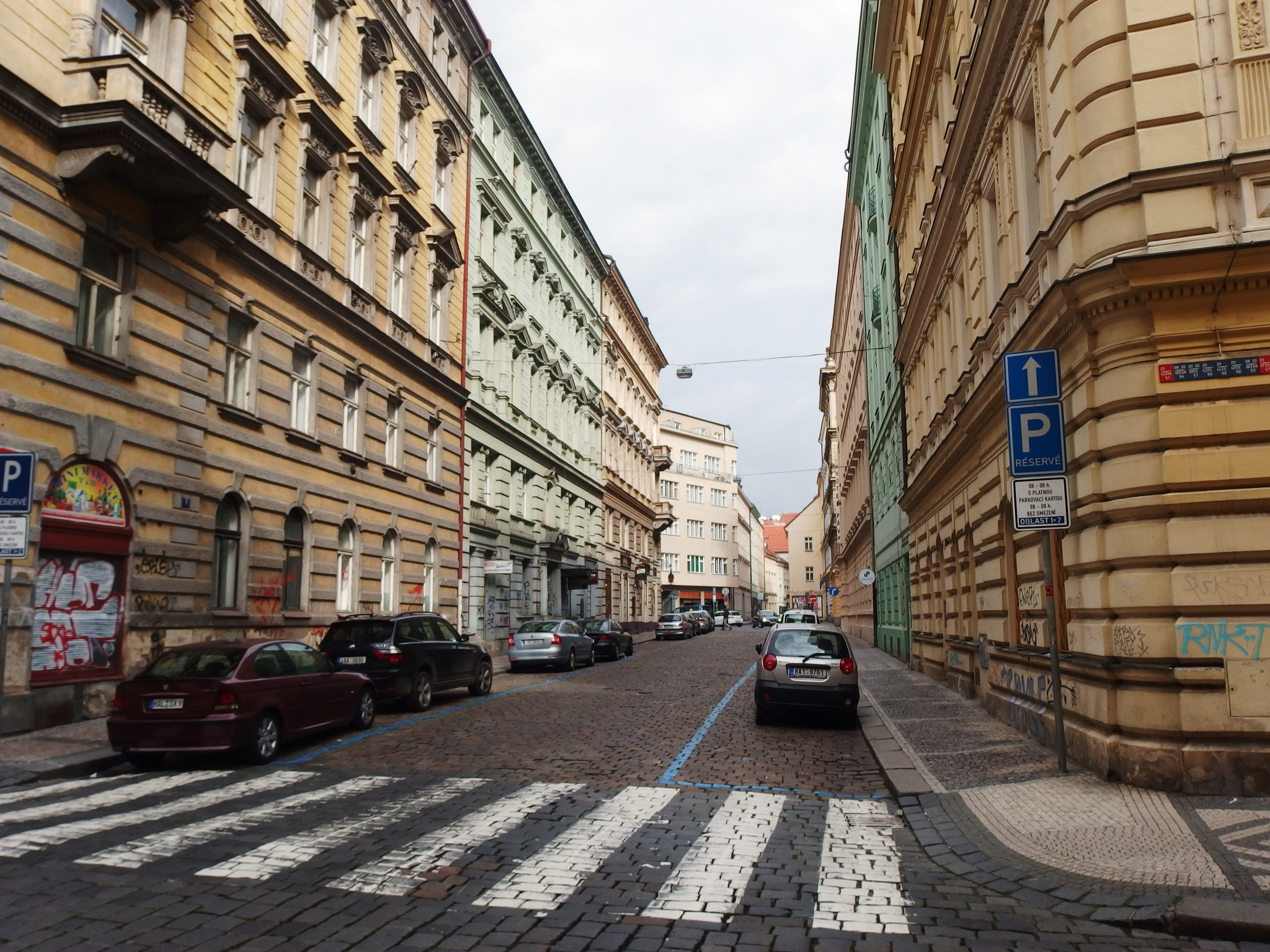
Praha, Opatovická